# Lincoln Logs

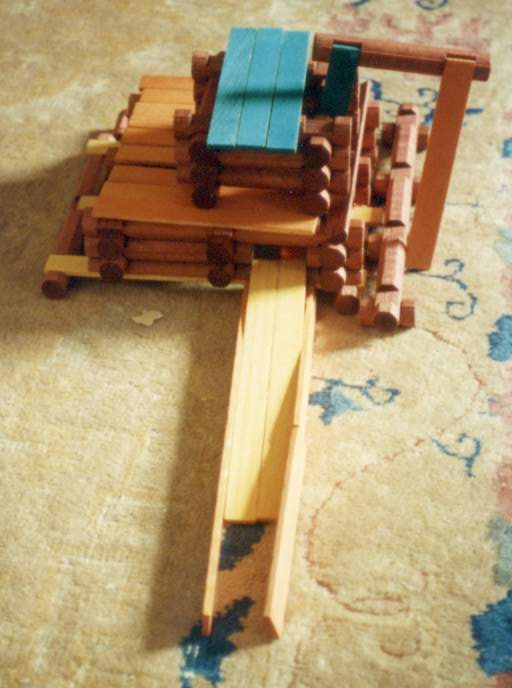
Ein Sägewerk, gebaut aus Lincoln Logs

Lincoln Logs (engl.: etwa Lincoln (Bau-)Klötze) ist der Name eines Kinderspielzeugs aus kleinen Holzklötzen, aus denen Miniaturbauwerke gebaut werden können. Sie wurden 1916–1917 von John Lloyd Wright, dem Sohn des Architekten Frank Lloyd Wright erfunden.
Inspiriert wurde Wright hierbei durch Beobachtungen an der Baustelle des von seinem Vater geplanten Hotel Imperial in Tokio.
Die Lincoln Logs wurden 1999 in die National Toy Hall of Fame (New York, USA) aufgenommen.

## Geschichte

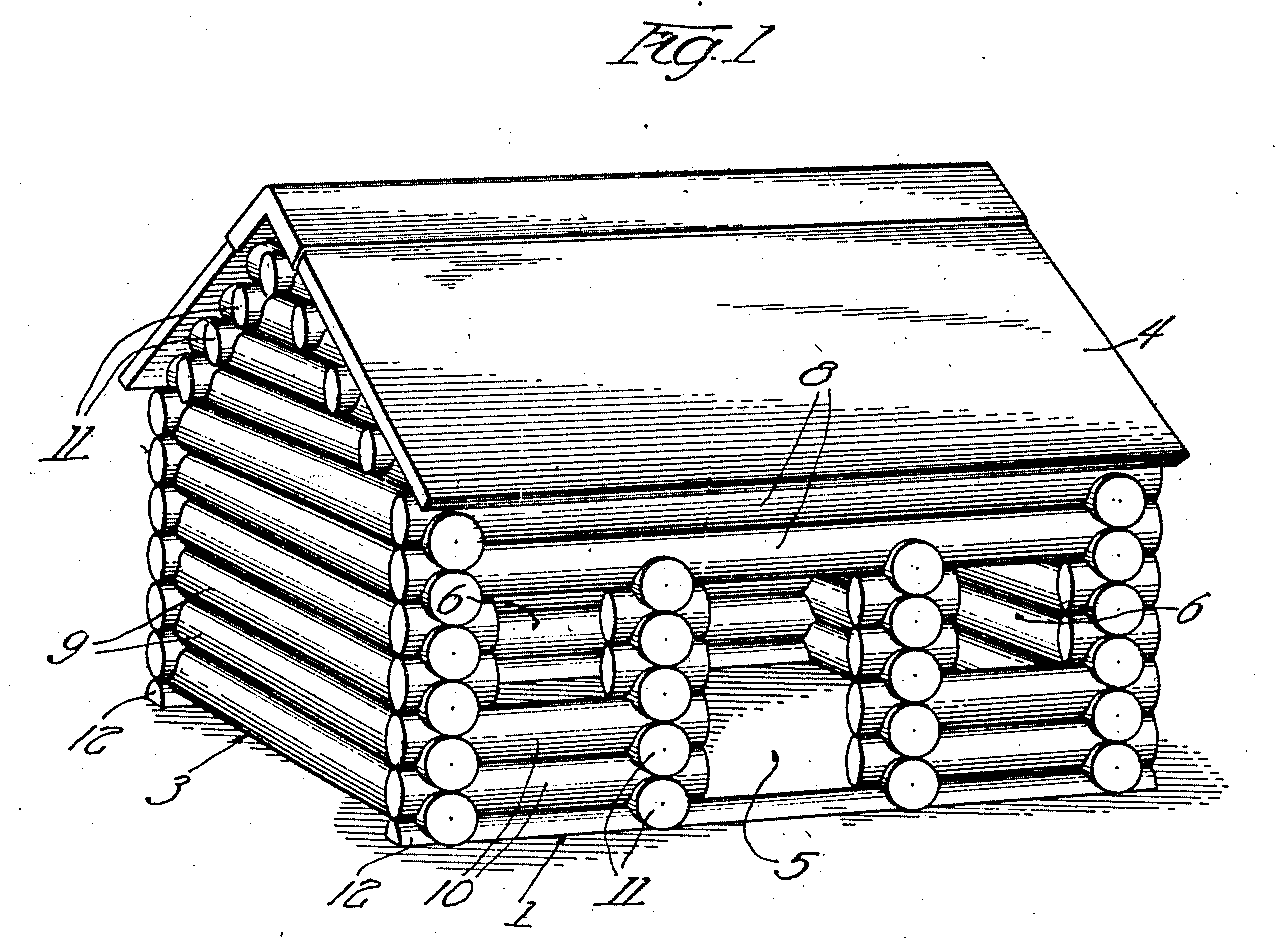
Zeichnung für die Patentanmeldung 1920

Lincoln Logs wurden zwischen 1916 und 1917 von John Lloyd Wright entwickelt. Wright berichtete selber, die Idee zu dem Spielzeug sei ihm beim Anblick der Baustelle des von seinem Vater geplanten Hotel Imperial in Tokio gekommen. Dieser habe beim Bau ein System von frei schwebenden Balken als Stützpfeiler verwendet, was ihn auf die Idee für das Spielzeug gebracht habe. Nach Meinung einiger Experten könnte Wright auch durch das seit 1866 von Joel Ellis entwickelte Log Cabin Playhouse inspiriert worden sein, dass eine gewisse Ähnlichkeit zu den Lincoln Logs aufweise. Wright begann 1918 mit der Vermarktung der Lincoln Logs über seine Firma Red Square Toy Company. Das Spielzeug wurde mit dem Slogan "Interesting playthings typifying the spirit of America" vermarktet und sollte den amerikanischen Traum und das einfache ländliche Pionierleben vergangener Zeiten symbolisieren. Es wurde auf eine romantisierende Verklärung vergangener Zeiten und der Blockhüttenbauweise gesetzt.  Der Name Lincoln Logs wurde auch in Anspielung auf den Präsidenten Abraham Lincoln gewählt, der als Sohn einfacher Siedler bildlich gesprochen aus einer Blockhütte ins Weiße Haus gekommen war. Außerdem sollte der amerikanische Patriotismus zur Zeit des Ersten Weltkriegs angesprochen werden.
Eine andere mögliche Namensursprung ist der Geburtsnamen von John Lloyd Wright Vater, Frank Lloyd Wright, der als Frank Lincoln Wright geboren wurde.
1920 wurden Lincoln Logs patentiert.
Die Lincoln Logs wurden über 100 Millionen Mal verkauft und erreichten den Höhepunkt ihrer Beliebtheit in den 1950er Jahren. Lincoln Logs gehörten zu den ersten im Fernsehen beworbenen Spielprodukten und gelten als ein frühes Beispiel für Massenvermarktung von Spielzeug.
Ursprünglich wurden Lincoln Logs aus Redwood hergestellt.
In den 1970er Jahren hatte Milton Bradley Company die Lizenz für Lincoln Logs und versuchte erfolglos Holz durch Plastik zu ersetzen. Ende der 1980er Jahre stellte Milton Bradley wieder auf Holz um.
1999 wurden die Lincoln Logs in die National Toy Hall of Fame aufgenommen.
Nachdem die Produktion in den 1960er Jahren nach China ausgelagert worden war, erwarb 2014 der amerikanische Spielzeughersteller K’Nex die Lizenz und verlegte die Produktion erneut in die Vereinigten Staaten.

## Bausteine
Lincoln Logs bestehen aus verschieden langen eingekerbten Holzklötzen, die ineinander gesteckt werden können. Das System beinhaltet auch Fenster, Türen und spezielle Klötze, die für Dächer oder Schornsteine verwendet werden können.